# ¡Mártir!
¡Mártir! es la primera novela del escritor iraní estadounidense Kaveh Akbar, publicada en 2024. La novela fue bestseller del New York Times y uno de los mejores libros del año. Fue finalista del Premio Waterstones de Ficción Debut 2024.

## Argumento
La novela sigue a Cyrus, un iraní-estadounidense que lucha contra la depresión y la adicción y al que le cuesta afrontar la muerte de sus padres.

## Recepción
¡Mártir! ha sido recibida positivamente por la crítica. Según Book Marks, el libro recibió un consenso favorable, basado en diecinueve reseñas críticas: dieciséis favorables, dos positivas y una mixta.
The New Yorker la describió de la forma siguiente: «La escritura de Akbar tiene la fuerza de la poesía que no depende de la propulsión narrativa y, por lo tanto, se impulsa a sí misma».  The Boston Globe escribió que está «repleto de ideas, imágenes magníficas y una sorprendente dosis de humor». Junot Díaz para el The New York Times Book Review, calificó a la novela como «incandescente» y a su protagonista, Cyrus Shams, cpmo «indeleble, atormentado, indagador, absolutamente magnético.»
En septiembre de 2024 ¡Mártir! fue preseleccionada para el Premio Nacional del Libro de Ficción.

## Traducción
En marzo de 2025, la editorial española Blackie Books publica la novela, traducida por Carles Andreu.